# Marsilio de Inghen
Marsilio de Inghen (1340-20 de agosto de 1396)  fue un teólogo y filósofo que  estudió con Alberto de Sajonia y Nicolas Oresme, bajo la enseñanza de Jean Buridan . Escribió varios comentarios sobre las obras de Aristóteles sobre la lógica , filosofía natural y la metafísica , con un punto de vista nominalista.

## Biografía
Nació entre 1335 y 1340 en  Nimega. No se conocen  detalles de su juventud. La primera fecha verificable para su biografía es el 27 de septiembre de 1362 cuando dio una conferencia  en la Universidad de París. Allí comenzó su obra donde fue también rector en 1367 y 1371. Sus conferencias gozaron de gran popularidad. En 1378 Marsilio fue el delegado de la Universidad de París en la corte del Papa Urbano VI en Tivoli .
A partir de 1386  enseñó en la Universidad de Heidelberg siendo su primer rector. De 1389 a 1390 fue responsable de transferir el registro de la universidad a Roma.También fue un destacado teólogo.
Murió el 20 de agosto de 1396 en Heidelberg. Su tumba ya no se conserva, pero se le erigió una placa conmemorativa en el lado sur de la capilla universitaria en  2011, en el 625 aniversario de la universidad.